# Sterling Beaumon
Sterling Beaumon (San Diego (Californië), 2 juni 1995) is een Amerikaans acteur.

## Biografie
Beaumon werd geboren in San Diego (Californië) en woont nu in Burbank (Los Angeles County, Californië).

## Filmografie

### Films
Uitgezonderd korte films.
- 2023 Your Lucky Day - als Cody
- 2023 The Love Hunt - als Royce
- 2022 Play Dead - als deputy Farmer
- 2022 Confession - als Randall
- 2018 Spinning Man - als Matt
- 2017 Escaping Dad - als Jake
- 2014 Senior Project - als Spencer
- 2013 The Pretty One – als Hunter
- 2013 Crawlspace – als ??
- 2012 Arthur Newman – als Grant
- 2010 Sheltered – als jonge Joey
- 2009 Astro Boy – als Sludge (stem)
- 2008 Anywhere But Home – als Duke Qubine (stem)
- 2008 Mostly Ghostly – als Max Doyle
- 2007 Loaded – als kleine jongen

### Televisieseries
Uitgezonderd eenmalige gastrollen.
- 2019-2020 S.W.A.T. - als J.P. Hicks - 2 afl.
- 2017 Law & Order: True Crime - als Glenn Stevens - 5 afl.
- 2016 Longmire - als Andrew Price - 2 afl.
- 2015 Powers - als Young Walker - 2 afl.
- 2014 The Killing - als Lincoln Knopf - 6 afl.
- 2013 Red Widow – als Gabriel Walraven – 8 afl.
- 2011 Clue – als Seamus – 5 afl.
- 2007 – 2009 Lost – als jonge Ben – 5 afl.

- Biblioteca Nacional de España: XX4886252
- International Standard Name Identifier: 0000 0000 7769 6182
- Library of Congress Control Number: n2011064879
- Virtual International Authority File: 107559779
- WorldCat: E39PBJgHdHp34v86T4dw6qxdQq